# Lac Michigamme
Le lac Michigamme est situé dans l'État du Michigan aux États-Unis.
Avec une superficie de 17,37 km2, le lac Michigamme est un des plus grands lacs de l'État du Michigan. Il s'étend sur près d'une dizaine de kilomètres de long d'Est en Ouest sur le comté de Marquette et le comté de Baraga. 
Deux petits cours d'eau alimentent ce lac, les rivières Spurr et Peshekee. Le lac se vide par la rivière Michigamme qui est son émissaire. Le lac contribue au bassin fluvial du lac Michigan.
Le brochet et le doré jaune vivent dans les eaux de ce lac.
Le nom de « Michigamme »  est de la même origine que « Michigan » et vient d'une adaptation en langue française du mot ojibwé Mishigamaw, qui signifie « grande eau » ou « grand lac ».